# Onthophagus masaicus
Onthophagus masaicus là một loài bọ cánh cứng trong họ Bọ hung (Scarabaeidae).